# Ivan Neustrašni
Ivan Burgundski Neustrašni, vojvoda Burgundije, * 28. maj 1371, Dijon, † 10. september 1419, Montereau, Francija.
Vojvoda je postal 1404. Ob duševno bolnem bratrancu Karlu VI. Norem si je prizadeval prisvojiti vladarsko oblast francoskih kraljev. Bil je eden glavnih akterjev v oboroženih spopadih med predstavniki rodbine Valoijskih, kar ga je na koncu pripeljalo v nasilno smrt. Nadaljeval je z utrjevanjem burgundske države.

## Grof Neverski
Ivan, sin Filipa Drznega, je v mladosti nosil naslov grof Neverski. Ko je 1404 kot vojvoda nasledil očeta, je grofiji Nevers in Rethel prepustil bratu Filipu.
Ivan je preživel mladost v Flandriji. Oče ga je vpeljal v umetnost vladanja in vojskovanja, a mu ni dal nobenega odgovornega položaja. Tudi 1396, ko je pri štiriindvajsetih postal vodja burgundske vojske na križarskem pohodu v pomoč kralju Sigismundu Luksemburškemu, je bilo njegovo vodenje le nazivno. Dejansko vodenje je oče zaupal skupini vojaških svetovalcev, ki so katastrofalno vplivali na potek bitke pri Nikopolju, v kateri so bile krščanske sile poražene, Ivan pa ujet in kasneje drago odkupljen. Očitno se je iz te izkušnje veliko naučil, kajti kasneje se je pokazalo, da je bil on edini od vladarjev iz rodbine Valoijskih, ki je vedel, kako je treba voditi vojsko.

## Vojvoda Burgundski
1404 je Ivan triintridesetleten nasledil očeta. Večino svojega časa in energije je posvetil Franciji. Edini njegov poseg zunaj Francije v vlogi burgundskega vojvode je bila pomoč svaku, škofu Liega Ivanu Bavarskemu, ko je z burgundsko vojsko pomagal zatreti upor meščanov Liega. S porazom meščanov na bojnem polju se je vpliv burgundske države razširil na vso škofijo.
Ivanova običajna rezidenca je bil sedež francoske vlade v Parizu. Od očeta, ki je bil regent duševno bolnega nečaka kralja Karla VI., je nasledil družinski spor s kraljevim bratom vojvodo Ludvikom Orleanskim. Oba sta si prizadevala prilastiti kraljevo moč in čim več državnih dohodkov. Ivan je uspel dobiti od kraljice skrbništvo nad prestolonaslednikom (bodočim kraljem Karlom VII.). V prid mu je bila tudi priljubljenost med Parižani. Na drugi strani so imeli Orleanski podporo plemstva, Ludvik pa še posebej naklonjenost kraljice. 1407 je Ivan spor nepremišljeno zaostril do skrajnosti, ko je dal Ludvika na poti od kraljice umoriti. Dve leti kasneje je bil uradno oproščen krivde (češ da je šlo za koristen umor) in kraljeva družina se je z njim pobotala.
Ni pa odnehala družina Orleanskih. Štirinajstletni Ludvikov sin  Karel Orleanski (po materi Valentini Visconti italijanske krvi se je čutil zavezanega krvni osveti) je po svoji poroki 1410 našel zaveznika v tastu Bernardu VII., grofu Armagnac, in nekaterih pomembnih plemičih, med katerimi je bil zelo vpliven brat nekdanjega kralja Karla V. Jean de Valois, vojvoda de Berry. Ustanovili so Ligo, ki je na jugu Francije urila najemnike, ki naj bi bili kos burgundski vojski. Nastala je prava državljanska vojna. Spopadi so pustošili okolico Pariza in drugod, v mestu pa sta se obe strani menjavali na oblasti, dokler pristaši Orleanskih, imenovani po njihovem vodji "armagnaki", niso v obdobju 1413-18 Ivana izrinili iz Pariza in uvedli diktaturo.
1413 je novi angleški kralj Henrik V. napadel Francijo. Med pogajanji z armagnaki je navezal stike tudi z Ivanom, ki pa se nikdar ni upal odkrito povezati z njim, ker se je bal za svoje dobro ime pri Parižanih. A v bitki pri Agincourtu, v kateri sta padla dva njegova brata in je prišel v petindvajsetletno angleško ujetništvo Karel Orleanski, s svojo vojsko ni sodeloval.
Dve leti kasneje je bil konflikt med sprtima stranema na višku. Kraljica je prebegnila na burgundsko stran in v Troyesu ustanovila protivlado. V maju 1418 je Ivan z vojsko zavzel Pariz in se postavil za regenta. Zavzetju je sledil pokol armagnakov, padel je tudi grof Bernard VII. Prestolonaslednik je pravočasno pobegnil. Čeprav ne odkrit zaveznik Angležev, Ivan naslednje leto ni storil ničesar, da bi oviral njihovo zavzetje Rouena. 
S severno Francijo okupirano od Angležev in z burgundsko vojsko v Parizu, je prestolonaslednik, ki se je med tem postavil na čelo armagnakov, predlagal spravo. Tudi Ivanu bi morebitna sprava s prestolonaslednikom in morda celo sklenitev zveze proti Angležem v novem položaju prišla prav. Sestala sta se na mostu Poully blizu Meluna in sklenila mir. S pretvezo, da bosta dogovor potrdila, je prestolonaslednik predlagal še eno srečanje. 10. septembra 1419 sta se srečala na mostu pri Montereau-u, kjer pa so prestolonaslednikovi ljudje Ivana pobili na tla in ga umorili.
Čeprav žrtev političnega umora, je Ivan, zlasti pri francoskih zgodovinarjih, obveljal za izdajalca in ubijalca. V resnici je le zasledoval enake cilje kot vsi vladarji tedanjega časa: utrditev in povečanje moči in vpliva svoje družine, pri katerem so bili umori in brezvestno iskanje lastnih koristi običajni za tisti čas. Bil je dinamičen in v burgundski upravi je nadaljeval očetove reforme. Bil je prenagljen v svojih odločitvah. Če je vnesel razdor v Francijo, je zagotovil mir blagostanje in možnost razvoja svoji burgundski državi.

## Družina
Ivan Neustrašni je bil sin Filipa Drznega (*1342, †1404) in Margarete Flandrijske (*1350, †1405). Potem ko je razveljavil zaroko s Katarino, hčerko Karla V. Francoskega, se je 1385 poročil z Margareto Bavarsko(*1363, †1423), hčerko Albrehta Bavarskega, grofa Holandije in Hainauta in s tem utrdil svoj položaj na Nizozemskem. Imela sta 8 otrok:
- Marguerite (*1393, †1441) ∞ prvič: Ludvik vojvoda de Guyenne, sin Karla VI. Francoskega (†1415); drugič: Arthur de Richmond, vojvoda de Bretagne
- Marie (*1394 , †1463) ∞ Adolphe I., vojvoda de Cleves
- Filip Dobri (*1396, †1467), naslednik, vojvoda Burgundije
- Catherine (*1400, †1414)
- Jeanne (*1401, †1412) ∞ Olivier de Châtillon, grof de Penthièvre
- Isabelle (*1403, †1412)
- Anne (*1404 , †1432) ∞ Jean, vojvoda de Bedford
- Agnes (*1407, †1476) ∞ Karel I, vojvoda Burbonski.

Ivan je imel tudi nekaj nezakonskih otrok, med njimi Ivana (*1404, †1479), škofa v nadškofiji Cambrai.